# Charles Barnes

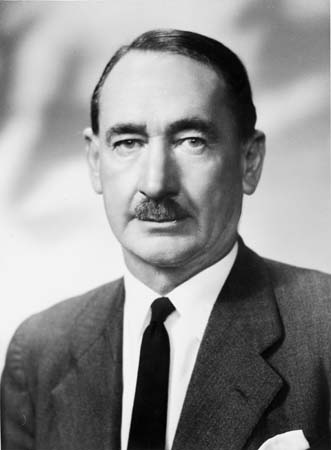
CharlesBarnes (1963)

Charles Edward „Ceb“ Barnes (* 13. November 1901 in Einasleigh, Queensland; † 24. Oktober 1998) war ein australischer Politiker der National Party of Australia, der von 1958 bis 1972 Mitglied des Repräsentantenhauses sowie mehrmals Minister war. 

## Leben
Charles Edward „Ceb“ Barnes, der auf Farmen in Hughenden sowie Warwick aufwuchs, und begann nach Abschluss der Schule 1918 seine berufliche Laufbahn bei der Union Trustee Company. 1939 übernahm er die beiden stillgelegten Goldminen Louisa und British Lion am Palmer River im Norden von Queensland und gründete eine eigene Goldminengesellschaft. Aufgrund der schlechten Erträge und der durch den Zweiten Weltkrieg bedingten Rationierungen, stellte er den Betrieb jedoch bereits 1941 wieder ein. Im weiteren Kriegsverlauf trat er am 9. November 1942 der Royal Australian Air Force (RAAF) bei und diente in der Folgezeit in Australien sowie Neuguinea, Zuletzt wurde er zum Oberleutnant (Flying Officer) befördert, ehe er am 13. September 1944 aus dem aktiven Militärdienst ausschied. Nach Kriegsende übernahm er die Canning Downs Station von seinem Vater und entwickelte sie zu einem erfolgreichen Vollblüter-Pferdezuchtbetrieb. Er engagierte sich im 1863 gegründeten Queensland Turf Club und gewann 1951 mit den aus seiner Zucht stammenden Pferd „Basha Felika“ den Caulfield Cup.
Seine politische Laufbahn begann Ceb Barnes, als er am 22. November 1958 für die Country Party im sicheren Wahlkreis McPherson als Nachfolger des früheren Premierminister Arthur Fadden erstmals zum Mitglied des Repräsentantenhauses gewählt wurde und diesem bis zu seinem Mandatsverzicht am 2. November 1972 angehörte. 
Am 18. Dezember 1963 wurde Barnes als Nachfolger von Paul Hasluck in der Regierung Menzies VIII das Amt als Minister für Territorien (Minister for Territories) und bekleidete diesen Posten auch in der Regierung Holt I (26. Januar bis 14. Dezember 1966), der Regierung Holt II (14. Dezember 1966 bis 19. Dezember 1967), im Kabinett McEwen (19. Dezember 1967 bis 10. Januar 1968) sowie in der Regierung Gorton I (10. Januar bis 28. Februar 1968). Im Anschluss übernahm er in der Regierung Gorton II am 28. Februar 1968 das nunmehr umbenannte Amt als Minister für Außenterritorien (Minister for External Territories), welches er auch in der Regierung Gorton III (12. November 1969 bis 10. März 1971) sowie in der Regierung McMahon vom 10. März 1971 bis 25. Januar 1972 innehatte. Am 5. Februar 1972 wurde er im Zuge einer Kabinettsumbildung von Andrew Peacock abgelöst. Zu dieser Zeit war das für die Territorien und Außenterritorien eines der mächtigsten Ministerien, da es für Papua-Neuguinea, das Northern Territory und das Australian Capital Territory zuständig war. In dieser Rolle war Barnes an den Vorbereitungen für die Unabhängigkeit Papua-Neuguineas beteiligt und befasste sich zudem mit Angelegenheiten der Aborigines. Barnes galt bis 1964 als möglicher Nachfolger des Vorsitzenden der Country Party John McEwen, dessen Rücktritt aus der Politik erwartet wurde.
Bereits kurz vor seinem Ausscheiden aus Regierung und Repräsentantenhaus widmete sich Charles Barnes wieder verstärkt der Pferdezucht und Pferdesport. Das von ihm gezüchtete Pferd Tails belegte beim Melbourne Cup, dem höchstdotierten Langstreckenrennen der Welt, 1971 den dritten Platz und galt nach dem Pferd Tulloch als bestes Galopprennpferd Australiens. Er engagiere sich zudem als Präsident der Warwick Show and Rodeo Society. Ihm zu Ehren wurde die Ceb Barnes Plate benannt, die beim jährlichen Eagle Farm Race Track im November zum Queensland Cup verliehen wird. Sein Cousin war der Politiker Michael Bruxner, der unter anderem mehrere Jahre stellvertretender Premierminister von New South Wales war.